# Richville (Ohio)
Richville – jednostka osadnicza w Stanach Zjednoczonych, w stanie Ohio, w hrabstwie Stark.